# Stefan Matyjaszkiewicz
Stefan Matyjaszkiewicz (ur. 23 czerwca 1927 w Condé-sur-l’Escaut, zm. 15 lutego 1988 w Warszawie) – polski operator filmowy, powstaniec warszawski.

## Biografia
Był synem Leonarda i Władysławy z domu Gałaj. Był harcerzem drużyny przy Zakładzie Salezjanów na ul. Lipowej na Powiślu. Od 1941 działał w konspiracji. Przeszedł szkolenie z terenoznawstwa i łączności. Od 1942 był uczestnikiem szkół bojowych, akcji Małego Sabotażu oraz Wywiadu i Informacji Szarych Szeregów. W 1944 ukończył konspiracyjną Szkołę Młodszych Dowódców „Wiarus”. Był żołnierzem harcerskiego 101. plutonu I Obwodu „Radwan” Warszawskiego Okręgu Armii Krajowej. Walczył w śródmieściu. Po powstaniu wyszedł z Warszawy z ludnością cywilną.
W 1955 ukończył studia na Wydziale Operatorskim PWSF w Łodzi. Był autorem zdjęć do takich filmów, jak: Ewa chce spać (1957, reż. Tadeusz Chmielewski), Dwoje z wielkiej rzeki (1958, reż. Konrad Nałęcki), Wspólny pokój (1959, reż. Wojciech Has), Biały niedźwiedź (1959, reż. Jerzy Zarzycki), Sami swoi (1967, reż. Sylwester Chęciński), Lalka (1968, reż. Wojciech Has), Struktura kryształu (1969, reż. Krzysztof Zanussi), Placówka (1979, reż. Zygmunt Skonieczny). Był też autorem zdjęć do serialu telewizyjnego Przygody psa Cywila (1968-1970, reż. Krzysztof Szmagier).
W 1969 otrzymał nagrodę za zdjęcia do Lalki podczas MFF w Panamie.

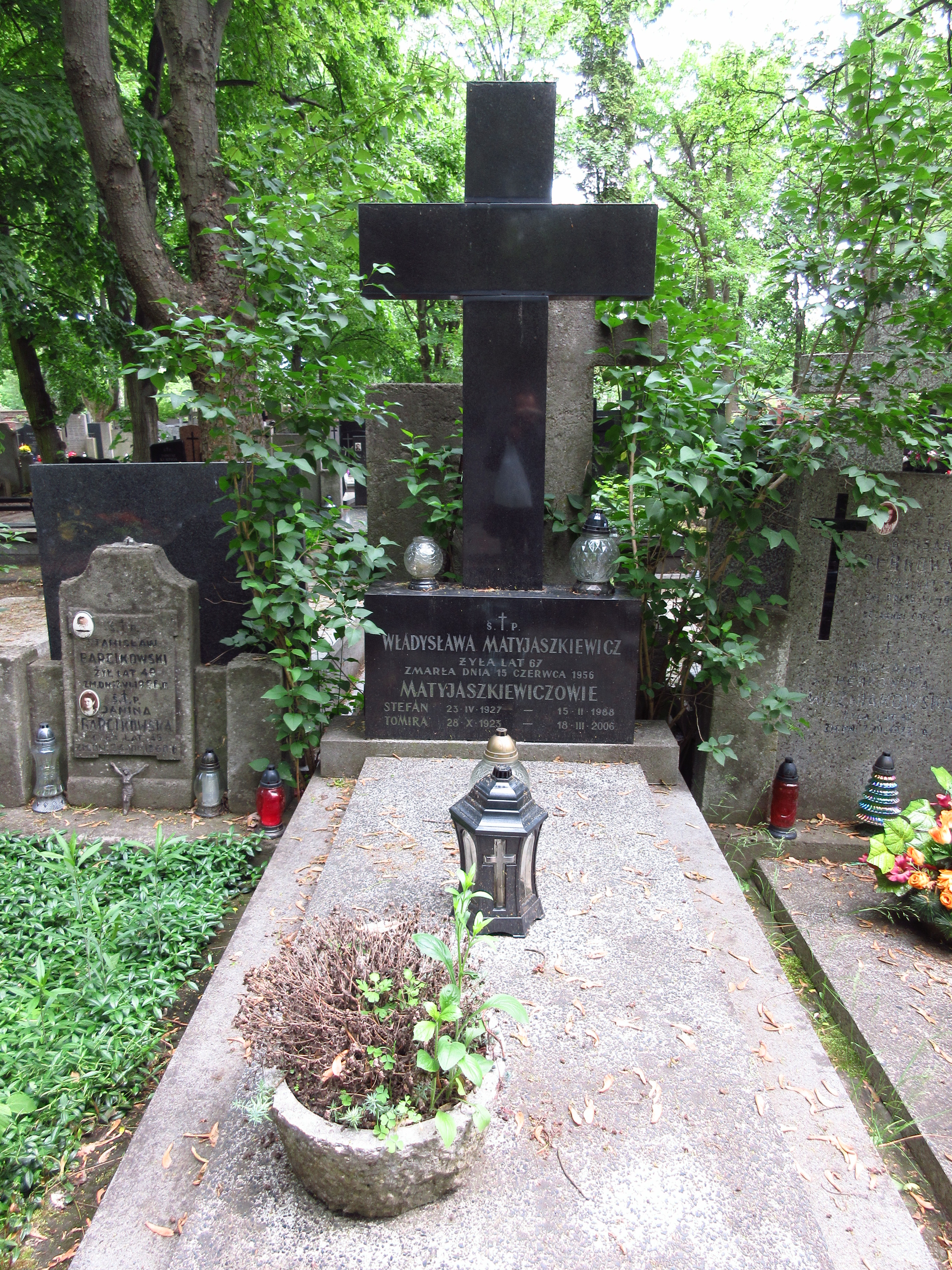
Grób Stefana Matyjaszkiewicza na Cmentarzu Bródnowskim.

Zmarł w Warszawie 15 lutego 1988. Został pochowany na Cmentarzu Bródnowskim (kwatera 108F-2-29).